# 밀워키 브루어스 (아메리칸 어소시에이션)
밀워키 브루어스(Milwaukee Brewers)는 미국 위스콘신주 밀워키를 연고지로 했던 마이너 리그 베이스볼 팀이다. 1902년부터 1952년까지 아메리칸 어소시에이션에 속했다. 홈구장은 보처트 필드를 사용했다.

## 역대 주요 선수
- 닉 알트록
- 앨빈 다크
- 잭 디트머
- 클로드 엘리엇
- 조 하우저
- 돈 리들
- 조니 로건
- 에디 매슈스
- 스토니 맥글린
- 할 펙
- 뉴트 랜달
- 레이 샬크
- 알 시먼스
- 플로이드 스피어
- 짐 소프
- 루디 요크
- 에드 월시